# Sue, a bűnöző
A Sue, a bűnöző (eredeti cím: The Dirty South) 2023-ban bemutatott amerikai bűnügyi filmthriller, amelyet Matthew Yerby írt és rendezett. A főbb szerepekben Willa Holland, Shane West és Dermot Mulroney látható.
A film premierje 2023. október 12-én volt a Chelsea Filmfesztiválon, a Cineverse moziban és digitálisan 2023. november 10-én mutatta be. Magyarországon a FilmBox Extra mutatta be 2025. január 24-én.

## Cselekmény
Sue Parker kétségbeesett küzdelembe kerül, hogy megmentse a családja csődbe jutott vállalkozását, amely apja hanyagsága miatt történt. Egy jókedvű utazó megérkeztével a lány benne látja az egyetlen reményüket, hogy segítsen megakadályozni kocsmájuk lefoglalását a könyörtelen helyi mágnás által. Egyszerűnek tűnő terve azonban hamarosan lopáshoz és törvénytelenséghez vezet, aminek halálos következményei lesznek.

## Szereplők
| Szerep       | Színész                | Magyar hang       |
| ------------ | ---------------------- | ----------------- |
| Sue Parker   | Willa Holland          | Csifó Dorina      |
| Dion         | Shane West             | Markovics Tamás   |
| Gary Parker  | Wayne Péré             | Mesterházy Gyula  |
| Mark Roy     | Andrew Vogel           | Karácsonyi Zoltán |
| Donna        | Suzann Toni Petrongolo |                   |
| Daryl Roy    | Billy Hayes            |                   |
| Jacob Parker | Caleb Quinney          | Gyetvai Martin    |
| Jaqueline    | Gissette Valentin      |                   |
| Jo Ann Roy   | Laura Cayouette        |                   |
| Eric         | Mike Manning           |                   |
| Jeb Roy      | Dermot Mulroney        | Czvetkó Sándor    |

### Magyar változat
- Magyar szöveg: Erős Ágnes
- Hangmérnök és vágó: Hegyessy Ákos
- Gyártásvezető: Mészáros Szilvia
- Szinkronrendező: Berzsenyi Márta
- Produkciós vezető: Legény Judit

A szinkront a Laborfilm Szinkronstúdió készítette el.

## A film készítése
2022 decemberében jelentették be, hogy Dermot Mulroney, Willa Holland és Shane West lesz a főszereplője a Matthew Yerby által írt és rendezett Sue, a bűnöző című filmnek. Yerby 2018-ban írta a forgatókönyvet, amely a Louisiana állambeli Natchitoches-ban nevelkedett kisvárosi életmódján alapul. Az eredeti forgatókönyv szerint a film a nyári hónapokban játszódott volna, de a forgatás előtti napon Yerby a hideg időjárás miatt megváltoztatta a történetet. Kihasználta az alkalmat, hogy beírjon a karácsonyi ünnepségre és annak tűzijátékára.
Az 1 millió dollárra becsült költségvetésből a forgatásra 2022 végén került sor a louisianai Natchitoches-ban.

## Bemutató
2023 júniusában a Cineverse megszerezte az Egyesült Államok forgalmazási jogait.
A Sue, a bűnöző premierje 2023. október 12-én volt a Chelsea Filmfesztiválon, ahol Jess Dunlap elnyerte a legjobb operatőrnek járó díjat. A mozikban és digitálisan 2023. november 10-én jelent meg.